# Galán (ort)
Galán är en ort i Colombia.   Den ligger i departementet Santander, i den centrala delen av landet, 240 km norr om huvudstaden Bogotá. Galán ligger 938 meter över havet och antalet invånare är 1 122.
Terrängen runt Galán är mycket bergig. Runt Galán är det ganska tätbefolkat, med 104 invånare per kvadratkilometer. Närmaste större samhälle är San Gil, 18,9 km sydost om Galán. Omgivningarna runt Galán är huvudsakligen savann.